# Catlow
Pour plus de détails, voir Fiche technique et Distribution.
Catlow est un film américano- britannique réalisé par Sam Wanamaker, sorti en 1971.
Il s'agit d'une adaptation du roman éponyme de Louis L'Amour, publié en 1963.

## Synopsis
Le Marshal Ben Cowan, qui remonte le lit d'une rivière, voit son attention attirée par des cris étranges. Mais à peine a-t-il sorti et armé son fusil, que des coups de feu le désarçonnent. Se retrouvant au sol, il rampe pour se mettre à l'abri, tout en cherchant d'où les tirs ont pu partir. Après quelques instants, il se redresse afin d'atteindre un endroit un peu plus en hauteur, mais à peine arrivé, une flèche vient se planter dans sa cuisse. Se retrouvant assailli de tous les côtés, il voit fondre sur lui un indien. N'ayant pas le temps de reprendre son pistolet, qu'il avait posé le temps de se faire un garrot, il ne doit son salut qu'à un coup de feu qui tue sur place le sauvage. C'est Jed Catlow, qui lui annonce que l'étoile qu'il porte, n'est qu'une cible. Mais dès que le marshal l'aperçoit, il lui annonce qu'il est en état d'arrestation, et s'évanouit. À son réveil, Ben demande à Jed, avec qui il est ami depuis la guerre de Sécession, pourquoi c'est toujours lui que l'on canarde lorsqu'il a des ennuis. Mais pour toute réponse, Catlow l'assomme et lui extrait la pointe de la flèche qui était toujours dans sa cuisse.

## Fiche technique
- Titre : Catlow
- Réalisation : Sam Wanamaker, assisté de John Glen
- Scénario : Scott Finch et J.J. Griffith, d'après le roman de Louis L'Amour
- Photographie : Ted Scaife
- Montage : John Glen
- Musique : Roy Budd
- Direction artistique : Herbert Smith
- Producteur : Euan Lloyd
- Société de production : Metro-Goldwyn-Mayer
- Distribution : Metro-Goldwyn-Mayer - MGM-EMI
- Pays de production :  États-Unis  Royaume-Uni
- Langue : anglais, espagnol
- Format : Couleur (Metrocolor) — 35 mm — 1,85:1 — Son : Mono
- Genre : Western
- Durée : 101 minutes
- Date de sortie : 
  - États-Unis : 1er octobre 1971

## Distribution
- Yul Brynner (VF : Lui-même) : Géd Catlow
- Richard Crenna (VF : Dominique Paturel) : Marshal Ben Cowan
- Leonard Nimoy (VF : Jean-Claude Balard) : Miller
- Daliah Lavi : Rosita
- Jo Ann Pflug (VF : Michèle André) : Christina
- Jeff Corey (VF : Pierre Leproux) : Merridew
- Michael Delano (VF : Maurice Sarfati) : Rio
- Cass Martin : Sanchez
- José Nieto (VF : Jean-Henri Chambois) : Le Général
- Angel Del Pozo (VF : Serge Lhorca) : Vargas
- Robert Logan (VF : Sady Rebbot) : Oley
- David Ladd (en) : Caxton

## À noter
- Sam Wanamaker remplaça Peter R. Hunt à la réalisation.
- Sur le tournage du Phare du bout du monde Yul Brynner proposa le rôle du marshal à Kirk Douglas qui le refusa.